# El animal (película)
El animal (título original en francés L'Animal) es una película de comedia francesa de 1977 dirigida por Claude Zidi y protagonizada Jean-Paul Belmondo y Raquel Welch.

## Argumento
Un doble de acción profesional del cine, Michel Gaucher, apodado «Miguel», trabaja con su prometida Jane Gardner. Sin embargo, a solo unos minutos de su boda planeada desde hace mucho tiempo, los llaman para realizar una acrobacia automovilística para una película, pero sale mal, ya que un problema con los frenos hace que su auto se caiga, lo que les vale terminar en el hospital con magulladuras y piernas rotas. Exasperada por el comportamiento de su prometido, Jane decide dejarlo. Una vez recuperado, Michel ya no puede encontrar trabajo en la industria del cine. Se ve obligado a simular una debilidad mental e inventar una familia para recibir los beneficios de la seguridad social. Un día, Santos, un doble de acción amigo, le pide que lo sustituya de vez en cuando, disfrazándose de gorila en un supermercado para un anuncio de pasta.
La suerte acaba sonriéndole a Michel ya que es contratado para realizar las acrobacias de Bruno Ferrari, estrella de la gran pantalla de modales un poco afeminados, del que resulta ser también su doble físico. Ferrari, rodando una película de acción, sufre de vértigo y se ve incapaz de realizar las peligrosas secuencias. Michel no duda en deshacerse de su pareja para comprometerse con Jane, que se ha enamorado del conde de Saint-Prix. Al enterarse de la noticia, Michel se dirige al Conde, haciéndose pasar por un camarero, para proponerle la oferta a Jane. Cuando escucha que el Conde le pide matrimonio a Jane, sobreexcitado, sabotea la cena y le arranca a Jane la promesa de hacer la película.
Dispuesto a todo para reconquistar a Jane, Michel se hace pasar por Ferrari, que se ha enamorado de esta última, para seducirla. Sin dejarse engañar, la joven, sin embargo, le sigue el juego, que resulta ser corto. Michel debe realizar una peligrosa acrobacia en el ala de un avión, frente a una audiencia de periodistas que creen ver a Ferrari, donde su vida es salvada del accidente por Jane, quien se casará con el Conde, a toda prisa, en un pocos minutos. Al mismo tiempo, la prensa descubre que Ferrari no hace sus propias acrobacias.
Mientras se lleva a cabo la ceremonia de la boda en el castillo del conde, llega Michel, disfrazado de gorila, asusta a los invitados con los animales de la propiedad, y se lleva a Jane, que se negó a casarse con Saint-Prix, prefiriendo pasar su vida con Michel.

## Reparto
- Jean-Paul Belmondo como Mike Gaucher / Bruno Ferrari.
- Raquel Welch como Jane.
- Charles Gérard como Hyacinthe.
- Julien Guiomar como Fechner.
- Aldo Maccione como Sergio Campanese.
- Dany Saval como Doris.
- Raymond Gérôme como Conde de Saint-Prix.
- Henri Génès: como Camille, dueño de un café.
- Claude Chabrol como el director.
- Mario David como Santos.
- Didier Flamand como el primo.
- Josiane Balasko como chica del supermercado.
- Henri Attal como asistente.
- Jane Birkin como la estrella femenina (aparición especial).
- Johnny Hallyday como la estrella masculina (aparición especial).

## Producción

### Génesis y desarrollo
En 1977, Jean-Paul Belmondo, que había realizado dos películas policiacas el año anterior, L'Alpagueur y Le Corps de mon ennemi, que no fueron grandes éxitos comerciales, decidió rodar una comedia, que se convertiría en El animal:

Me gusta alternar estilos, y un poco de movimiento de vez en cuando es bueno. Pero esta vez la parte de acción y la parte de comedia son iguales y podré darlo todo en ambos géneros ya que hago un doble papel, el de doble de acción y el de gran estrella del que es suplente.
Jean-Paul Belmondo

La película, dirigida por Claude Zidi, fue producida por Christian Fechner, que acababa de experimentar triunfos de taquilla en sus cinco colaboraciones anteriores con el director, en particular Muslo o pechuga, aportando un gran presupuesto, el mayor jamás asignado a una película francesa. A Michel Audiard, guionista y dialoguista de El animal, le gustó la idea original, que es oponer «dos Belmondo», uno «simpático, divertido, atrevido» y el otro, el «anti-Belmondo; vanidoso, afeminado, con falso aires a lo Valentino y mecánicas rodantes como Burt Reynolds». Si bien Zidi reconoció que Audiard escribió buenos diálogos, encontró que el guionista escribió sus escenas como «ajustes de cuentas».

### Elección de actores
Para el elenco, hubo papeles secundarios, incluidos Charles Gérard, también amigo de Belmondo, Julien Guiomar, Aldo Maccione y Raymond Gérôme. Se puede ver en pequeños papeles a futuras celebridades como Richard Bohringer (el ayudante de dirección) y Josiane Balasko (la chica del supermercado), además de una aparición de Claude Chabrol (para quien Claude Zidi era camarógrafo), quien aparece al principio de la película, en un falso rodaje dirigido por este último protagonizado por Johnny Hallyday y Jane Birkin.
La estadounidense Raquel Welch fue la elegida para el papel de la doble de riesgo Jane Gardner, prometida de Michel. Welch no hablaba francés, por lo que fue necesario doblar su voz. La actriz Danielle Volle estuvo a cargo de esta misión. A diferencia de Jean-Paul Belmondo, Raquel Welch no realizó ella misma las acrobacias de su personaje; un doble la reemplaza en cada cambio de plano.
En el equipo técnico, Jean-Jacques Beineix, futuro director de Diva y Betty Blue fue primer asistente en esta película, habiendo colaborado ya en dos ocasiones con Zidi (La Course à l'échalote y Muslo o pechuga).

### Rodaje
Como era habitual en ese momento, Jean-Paul Belmondo realizó él mismo las acrobacias de la película bajo la dirección de Claude Carliez. Esto le costaría muchas heridas : tobillo torcido (rodando por los escalones del Sagrado Corazón), desgarrando una pierna y torciéndola (cayendo por las escaleras), una mordedura de oreja (una lucha con un tigre). La acrobacia aérea en el clímax de la película se rodó en último lugar; las compañías de seguros se negaron a cubrir una escena tan arriesgada, pero al final la escena se rodó sin inconvenientes y Belmondo pudo hacer realidad un viejo sueño de la infancia.

## Taquilla
Estrenada en los cines a principios de octubre de 1977, El animal obtuvo un enorme éxito comercial con 3 157 789 entradas en Francia, ocupando el quinto lugar en la taquilla del año, lo que permitió a Belmondo volver a triunfar tras las sucesivas cifras decepcionantes de L'Alpagueur y Le Corps de mon Ennemi, que reunieron 1,5 millones de entradas y 1,8 millones de entradas respectivamente.

## Premios y nominaciones
- 1978: Golden Screen (Alemania) (ganadora).
- 1978: César a la mejor música para Vladimir Cosma (nominada).